# Floyd Mutrux
Charles Floyd Mutrux (* 25. Juni 1941 in Houston, Texas) ist ein US-amerikanischer Schauspieler, Autor, Regisseur und Filmproduzent.

## Leben
Floyd Mutrux lernte die Schauspielerei am Alley Theatre seiner Geburtsstadt Houston und trat später in Chicago mit der Theatergruppe The Second City auf. Parallel studierte er in New York City an der Columbia University.
Ab 1967 trat er auch als Schauspieler beim Film in Erscheinung, wobei er überwiegend in Fernsehserien in Kleinstrollen auftrat. Ab Anfang der 1970er Jahre war er als Drehbuchautor aktiv. Mit dem nach seinem Drehbuch entstandenen Kriminaldrama Dusty and Sweets McGee gab er 1971 sein Debüt als Filmregisseur. Gelegentlich trat er auch als Filmproduzent oder Executive Producer in Erscheinung.
Gemeinsam mit Colin Escott schrieb Mutrux die Musicals Million Dollar Quartet (2006) und Baby It’s You! (2009). Bei einigen Inszenierungen, unter anderem am Broadway, übernahm Mutrux auch die Regie. Für ihr Libretto zu Million Dollar Quartet wurden Mutrux und Escott 2010 für den Tony Award für das Beste Musicallibretto nominiert. 2017 schrieb Mutrux das Musical Heartbreak Hotel, in dem Elvis Presleys Weg vom unbekannten Musiker zum Superstar dargestellt wurde. Mutrux lieferte auch die Konzeptidee zum von Sean Cercone und David Abbinanti geschriebenen Musical Elvis: A Musical Revolution.
Auf Basis des Jukebox-Musicals Million Dollar Quartet entstand 2017 die Fernsehserie Sun Records, für die Mutrux als Produzent fungierte.
Mutrux war in erster Ehe mit der späteren Filmproduzentin Gail Mutrux verheiratet. Aus seiner 1980 geschlossenen Ehe mit Penny Long ging der Sohn Ashley Mutrux hervor, der in den 1980er Jahren als Kinderdarsteller in den Serien Die Colbys – Das Imperium und Der Denver-Clan auftrat. Auch diese zweite Ehe zu Long endete durch Scheidung. Seine dritte Ehefrau ist die Choreografin Brigitte Mutrux.

## Filmografie
Schauspieler
- 1967: Der Mann von gestern (The Second Hundred Years, Fernsehserie, 1 Episode)
- 1968: Wettlauf mit dem Tod (Run for Your Life, Fernsehserie, 1 Episode)
- 1968: Maryjane
- 1968: Rosemaries Baby (Rosemary’s Baby, ungenannt)
- 1968: Der Strafverteidiger (Judd for the Defense, Fernsehserie, 1 Episode)
- 1968: Der Einzelgänger (The Outsider, Fernsehserie, 1 Episode)
- 1968: Adam-12 (Fernsehserie, 1 Episode)
- 1968: Gefährlicher Alltag (The Felony Squad, Fernsehserie, 1 Episode)
- 1970: Cover Me Babe

Drehbuchautor
- 1971: Asphaltrennen (Two-Lane Blacktop, ungenannt)
- 1971: Dusty and Sweets McGee
- 1971: The Christian Licorice Store
- 1974: Der Superschnüffler (Freebie and the Bean, Story)
- 1975: Zwei in Blue Jeans (Aloha Bobby and Rose)
- 1980: Hollywood Knights (The Hollywood Knights)
- 1992: Das Gesetz der Gewalt (American Me)
- 1993: Blood in, Blood out – Verschworen auf Leben und Tod (Bound by Honor)
- 1994: The Last Days of Paradise (There Goes My Baby)
- 1996: Nach eigenen Regeln (Mulholland Falls, Story)

Regisseur
- 1971: Dusty and Sweets McGee
- 1975: Zwei in Blue Jeans (Aloha Bobby and Rose)
- 1978: American Hot Wax
- 1980: Hollywood Knights (The Hollywood Knights)
- 1994: The Last Days of Paradise (There Goes My Baby)

Filmproduzent
- 1971: The Christian Licorice Store
- 2017: Sun Records (Fernsehserie, 8 Episoden)

Executive Producer
- 1974: Der Superschnüffler (Freebie and the Bean)
- 1990: Dick Tracy
- 1992: Das Gesetz der Gewalt (American Me)

## Theatrografie
Musicalautor
- 2006: Million Dollar Quartet
- 2009: Baby It’s You!
- 2012: Boy From New York City
- 2017: Heartbreak Hotel

Musicalkonzept
- 2006: Million Dollar Quartet
- 2009: Baby It’s You!
- 2023: Elvis: A Musical Revolution

Musicalregisseur
- 2010–2011: Million Dollar Quartet (Nederlander Theatre, New York City)
- 2011: Baby It’s You! (Broadhurst Theatre, New York City)
- 2011: Million Dollar Quartet (New World Stages, Stage IV, New York City)
- 2012: Boy From New York City (Coast Playhouse, Los Angeles)
- 2017: Heartbreak Hotel (Ogunquit Playhouse, Maine)